# 인종위생
인종위생 ( Racial hygiene )은 20세기 초기에 일어났던 우생학의 한 접근방식을 묘사하는 데 사용하는 용어이다. 이것은 나치 독일이 가장 광범위하게 실행했던 것이다. 이것은 잡혼(miscegenation)을 금하는 것을 포함하는 데, 이것은 동물 교배시 순종 교배만을 원칙으로 하는 것과 유사한 의미이다. 이것은 종종 인종적 계급의 존재가 있다는 믿음에 의해 유발되었으며, 하위인종이 고위인종을 오염시킬 것이다라는 공포에서 시작하였다. 우생학자들은 만일 이러한 우생학이 없다면, 사회가 빠르게 퇴화할 것이라고 주장하였다.

## 발전과정
독일의 우생학자였던 알프레드 플로에쯔는 1895년에 그의 저서 《인종의 우생학적 기초》에서 인종위생이라는 용어를 사용하였다. 그는 반대선택적인 힘을 피해야 한다고 주장하며 그것은 바로 전쟁, 근친교배, 빈곤층을 위한 의료보험제도, 술과 성병등을 말하였다. 그것은 독일인들의 출생률 감소와 함께 국가의 지원을 받는 지적장애자등과 유대인들이 늘어나는 것을 경고한 것이다.

## 같이 보기
- 아파르트헤이트
- 강제 불임화
- 족내혼
- 민족 청소
- 민족주의
- 유전자 공해
- 단일 민족 국가
- 한방울 규칙
- 순종 (생물학)
- 미래의 인종
- 인종 분리 정책